# 孟鵠
孟鹄（9世纪？—933年），唐朝末年至五代十国后唐官员，魏州（今河北省大名县）人。
李存勖平定魏博，选干吏筹措兵赋，以孟鹄为度支孔目官。李嗣源为邢洺节度使，他曲意承迎，李嗣源很喜欢他。唐庄宗时，孔谦专掌军赋，徵督急迫，李嗣源很讨厌他。李嗣源即位后，孟鹄自租庸勾官擢升为客省副使、枢密承旨，升任三司副使，出任相州刺史。范延光担任枢密使，征孟鹄为三司使。孟鹄有计划筹措之能，专掌邦赋后，做事举棋不定，名誉顿减。一年后得病，求外任，仍授許州节度使。谢恩而退，李嗣源目送他，对侍臣说：“孟鹄掌三司几年，得至方镇？”范延光奏道：“孟鹄从同光年间已为三司勾官，天成初年为三司副使，出任相州刺史，入判三司又二年。”李嗣源说：“孟鹄干练，升任方镇，怎么还不尽力。”孟鹄与范延光都是魏州人，厚相结托，范延光掌枢密，援引孟鹄判三司，又授节钺，李嗣源知道后，故出言讥讽。到任未满一年，去世。赠太傅。